# Helena Sujkowska
Helena Antonina Sujkowska z domu Chmieleńska (ur. 17 stycznia?/29 stycznia 1872 w Kijowie, zm. 23 września 1944 w Warszawie) – działaczka socjalistyczna, oświatowa i kobieca, senator II RP, łączniczka w powstaniu warszawskim, podporucznik Wojska Polskiego.

## Życie
Helena Antonina (używała także imienia Halina) urodziła się w Kijowie, w polskiej rodzinie ziemiańskiej Chmieleńskich h. Leszczyc. Jej ojciec, Antoni (1835–1920) był generałem armii carskiej; a matką była Julia Waleria z Brzostowskich (1838–1921). Dwaj bracia ojca, Ignacy i Zygmunt, uczestniczyli w sposób znaczący w powstaniu styczniowym. Starszą siostrą Heleny była działaczka socjalistyczna i kobieca Maria Chmieleńska (1869–1945?). U rodziny Chmieleńskich często zatrzymywał się Józef Piłsudski. Po ukończeniu pensji w Kijowie chciała studiować nauki chemiczne, na co jednak nie zgodzili się jej rodzice. Ukończyła konserwatorium, później jednak nie grała.
Po wyjściu za mąż w 1896 za Antoniego Sujkowskiego (1867–1941) przeniosła się z nim do Warszawy. Pracowała jako nauczycielka, równocześnie organizowała i prowadziła tajne nauczanie. Od 1898 należała wraz z mężem do nielegalnej Polskiej Partii Socjalistycznej, współpracując z Marią Paszkowską i swoją starszą siostrą Marią przy kolportażu "bibuły" socjalistycznej.  Podczas rewolucji 1905–1907 była jedną z organizatorek strajku szkolnego w Warszawie, należąc do Koła Wychowawców. Po rozłamie członkini Polskiej Partii Socjalistycznej - Frakcji Rew. Od 1907 mieszkała w Będzinie, gdzie mąż był dyrektorem miejscowej Szkoły Handlowej. W kwietniu 1913 była współzałożycielką Ligi Kobiet Pogotowia Wojennego.
Po wybuchu I wojny światowej działała w Polskiej Organizacji Narodowej, w intendenturze komisariatu okręgowego Zagłębia Dąbrowskiego. Organizatorka i przewodnicząca koła Ligi Kobiet Pogotowia Wojennego w Będzinie (1914–1916). Należała także do Polskiej Organizacji Wojskowej. W latach 1915–1916 współpracowała z kierowanym przez Ksawerego Praussa Centralnym Biurem Szkolnym. W 1916 została wraz z mężem na krótko aresztowana przez władze niemieckie. Po uniewinnieniu przez sąd polowy Sujkowscy przenieśli się pod koniec 1916 do Warszawy. Jedna z czołowych działaczek Ligi Kobiet PW, w latach 1917–1918 członkini i wiceprzewodnicząca jej Naczelnego Zarządu. Z ramienia Ligi Kobiet PW członkini Centralnego Komitetu Narodowego w Warszawie (listopad 1916 – czerwiec 1917), a także Zarządu CKN i jego Wydziału Szkolnego (luty – czerwiec 1917).
W 1919 z ramienia PPS kandydowała bezskutecznie do Sejmu Ustawodawczego. W okresie międzywojennym pracowała jako nauczycielka potem była referentką Ministerstwa Pracy i Opieki Społecznej, oraz była inspektorką Szkoły Rodziny Wojskowej. Działała w zawiązanych pod patronatem Aleksandry Piłsudskiej stowarzyszeniach pomocy bezdomnym i ubogim w Warszawie. Członkini polskiego wolnomularstwa. W1928 r. by ła współzałożycielką Towarzystwa Odrodzenia Moralnego. W latach 1932–1939 wiceprzewodnicząca Unii Polskich Związków Obrończyń Ojczyzny. Była również radną miasta stołecznego Warszawy (1934–1939). Członkini Związku Pracy Obywatelskiej Kobiet. Członkini Wydziału Wykonawczego Komitetu Uczczenia Marszałka Piłsudskiego (1935). W 1938 została powołana przez Prezydenta Ignacego Mościckiego na urząd senatora II RP V kadencji, należała wówczas do Obozu Zjednoczenia Narodowego.
Po wybuchu drugiej wojny światowej, od 1939 roku działała w konspiracji. Początkowo była sekretarką i łączniczką komórki powołanej przez Stefana Starzyńskiego, której zadaniem było udzielanie po mocy Komendzie Głównej Służby Zwycięstwu Polski przez Zarząd Miejski Warszawy. Od 30 czerwca 1940  łączniczka Komendy Głównej Związku Walki Zbrojnej, następnie od 14 lutego 1942 Komendy Głównej Armii Krajowej. Jej mieszkanie w Warszawie, przy ul. Barskiej 5 było w r. 1942 miejscem odpraw Komendy Głównej AK, spotkań z kolejnymi Delegatami Rządu na Kraj Cyrylem Ratajskim i Janem Piekałkiewiczem, a także przywódcami stronnictw politycznych.
W czasie powstania warszawskiego była łączniczką dowódcy Oddziału I (Organizacyjnego) Komendy Głównej Armii Krajowej ppłk. Antoniego Sanojcy. Poległa 23 września 1944 na ul. Marszałkowskiej przenosząc rozkaz. Po ekshumacji została pochowana 17 kwietnia 1945 na cmentarzu Powązkowskim (kwatera 343-I-5). Pośmiertnie została mianowana podporucznikiem.
Z małżeństwa z Antonim Sujkowskim miała dwóch synów: Zbigniewa (1898–1954) i Bogusława (1900–1964).

## Ordery i odznaczenia
- Krzyż Niepodległości (1931)
- Krzyż Kawalerski Orderu Odrodzenia Polski (30 kwietnia 1927)[15][16]
- Złoty Krzyż Zasługi (9 listopada 1932)[17]

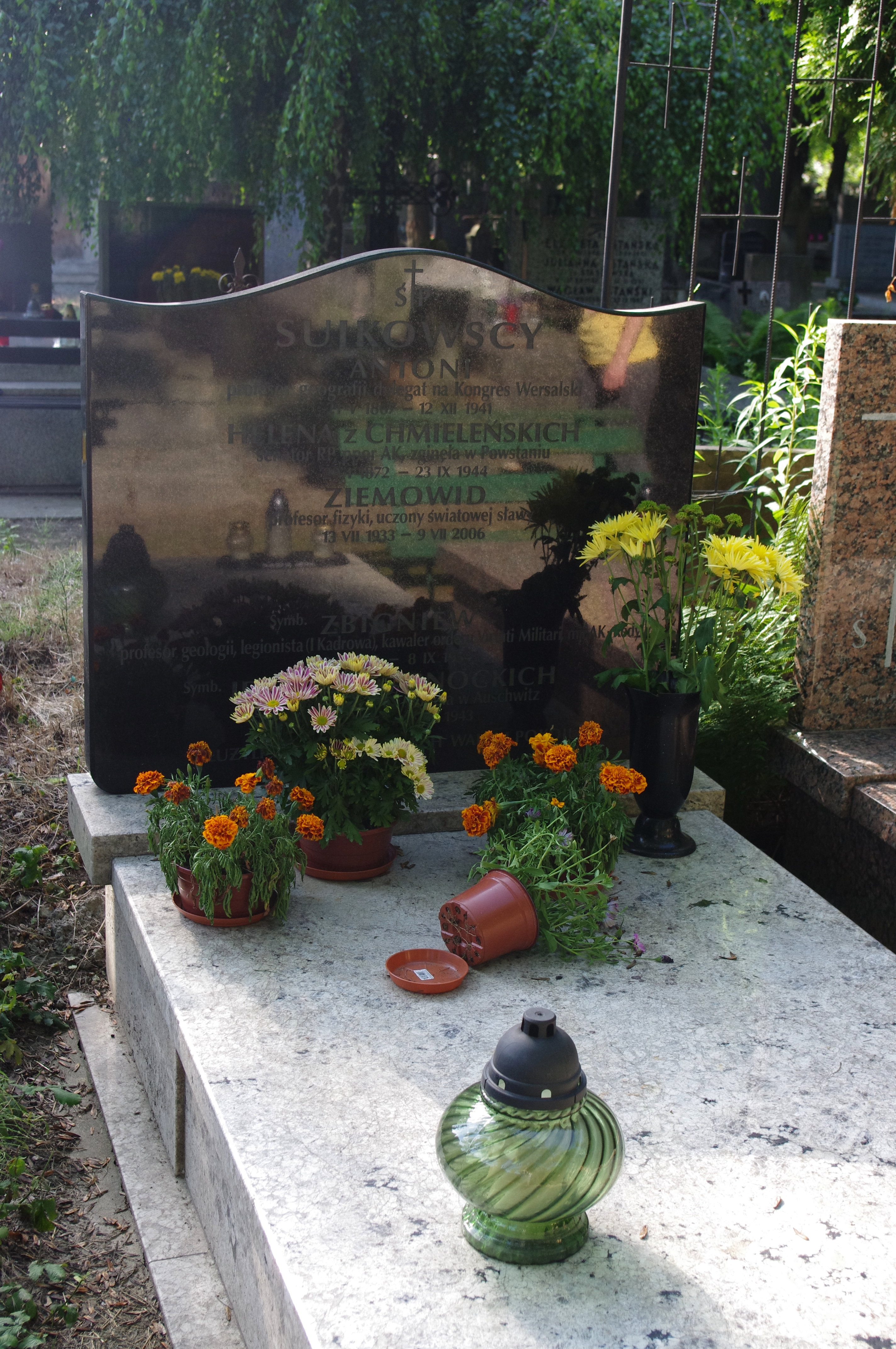
Grób ministra Antoniego Sujkowskiego, senator Heleny Sujkowskiej i fizyka Ziemowida Sujkowskiego na Starych Powązkach w Warszawie